# Verarbeitendes Gewerbe
Unter verarbeitendem Gewerbe werden in der Volkswirtschaftslehre und Wirtschaftsstatistik jene Wirtschaftszweige zusammengefasst, deren wirtschaftliche Tätigkeit überwiegend darin besteht, Erzeugnisse zu be- oder verarbeiten, mit dem Ziel, andere Produkte herzustellen oder bestimmte Erzeugnisse zu veredeln, zu montieren oder zu reparieren.

## Allgemeines
Zum verarbeitenden Gewerbe gehören Industrie- und Handwerksbetriebe aus den Hauptgruppen
- Grundstoff- und Produktionsgütergewerbe,
- Investitionsgüter produzierendes Gewerbe,
- Verbrauchsgüter produzierendes Gewerbe,
- Nahrungs- und Genussmittelgewerbe.

## Klassifikation
Verarbeitendes Gewerbe ist ein Wirtschaftszweig nach der europäischen Wirtschaftsklassifikation Statistische Systematik der Wirtschaftszweige in der Europäischen Gemeinschaft (NACE) respektive International Standard Industrial Classification (ISIC) wie auch eine Gruppe der Güter nach der Europäischen Güterklassifikation (CPA).
Die Gruppe umfasst folgende Abteilungen:
- 10 Herstellung von Nahrungs- und Futtermitteln
- 11 Getränkeherstellung
- 12 Tabakverarbeitung
- 13 Herstellung von Textilien
- 14 Herstellung von Bekleidung
- 15 Herstellung von Leder, Lederwaren und Schuhen
- 16 Herstellung von Holz-, Flecht-, Korb- und Korkwaren (ohne Möbel)
- 17 Herstellung von Papier, Pappe und Waren daraus
- 18 Herstellung von Druckerzeugnissen; Vervielfältigung von bespielten Ton-, Bild- und Datenträgern
- 19 Kokerei und Mineralölverarbeitung
- 20 Herstellung von chemischen Erzeugnissen
- 21 Herstellung von pharmazeutischen Erzeugnissen
- 22 Herstellung von Gummi- und Kunststoffwaren
- 23 Herstellung von Glas und Glaswaren, Keramik, Verarbeitung von Steinen und Erden
- 24 Metallerzeugung und -bearbeitung
- 25 Herstellung von Metallerzeugnissen
- 26 Herstellung von Datenverarbeitungsgeräten, elektronischen und optischen Erzeugnissen
- 27 Herstellung von elektrischen Ausrüstungen
- 28 Maschinenbau
- 29 Herstellung von Kraftwagen und Kraftwagenteilen
- 30 Sonstiger Fahrzeugbau
- 31 Herstellung von Möbeln
- 32 Herstellung von sonstigen Waren
- 33 Reparatur und Installation von Maschinen und Ausrüstungen